# داشر (نرم‌افزار)
داشر (به انگلیسی: Dashar) یک ابزار روش ورودی و دسترس‌پذیری رایانه است که کاربران را قادر می‌سازد بدون استفاده از صفحه‌کلید متن خود را با وارد کردن آن بر روی صفحه نمایش با ابزار اشاره‌گر مانند ماوس، صفحه لمسی یا ماوس‌هایی که توسط پا یا سر عمل می‌کنند، وارد کنند. چنین ابزارهایی می‌توانند به عنوان اندام مصنوعی برای افراد معلول و ناتوانی که نمی‌توانند از صفحه کلید استاندارد استفاده کنند یا در صورتی که استفاده از آن غیرعملی است، استفاده شود.
داشر باتوجه به پروانه عمومی همگانی گنو(GPL) ورژن ۲، یک نرم‌افزار آزاد و متن‌باز است. این برنامه برای سیستم‌عامل‌های  ویندوز، لینوکس، مک‌اواس، اندروید، آی‌اواس و سیستم‌عامل های دیگری که از جی‌تی‌کی پشتیبانی می‌کنند، در دسترس است.
داشر توسط دیوید جی سی ماکای اختراع شد و توسط دیوید وارد و اعضای دیگر گروه تحقیقاتی ماکای در کمبریج توسعه یافت. پروژه داشر توسط بنیاد خیریه گتسبی و توسط aegis-project اتحادیه اروپا پشتیبانی می‌شود.